# Man, A Natural Girl
Man, a Natural Girl ( en japonés : 天然少女萬,  Tennen shōjo Man?) es una miniserie japonesa estrenada en 1999 dirigida por Takashi Miike. Es una adaptación de un manga de Tetsuya Koshiba,y cuenta con una secuela titulada Man, Next Natural Girl: 100 Nights In Yokohama que se estrenó el mismo año como una película para televisión dividida en dos partes, también dirigida por Takashi Miike.
El manga de Tennen shôjo Man ya tuvo una adaptación al cine en 1996 dirigida por Takaaki Hashiguchi, protagonizada por Miho Yabe y producida por KSS.

## Argumento
Desde que fue acosada cuando era niña, Mann (Jun Matsuda) ha cultivado sus propias habilidades naturales en las artes marciales. Algunos años de vivir en el extranjero, en Hong Kong y Tailandia, le han permitido perfeccionar sus habilidades en kickboxing, que le resultan útiles en las duras calles de Shinjuku. Pero a medida que una nueva amenaza surge en forma de extraña agencia de modelos, deberá poner todo su empeño en unir a sus antiguas rivales para poder hacerle frente.

## Reparto
- Jun Matsuda
- Yoshihiko Hakamada
- Runa Nagai
- Yuki Matsuoka
- Natsumi Yokoyama
- Shunsuke Matsuoka
- Masako Ikeda
- Kôji Tsukamoto
- Yuko Miyamura
- Megumi Asakura
- Shion Nakamaru
- Erika Itō
- Shin Yazawa
- Mayu Sendō
- Shunji Takano
- Asahi Yoshida
- Kazuyoshi Hayashi
- Kohei Murakami

## Otros créditos
- Productores asociados: Seiichiro Kobayashi y Yoshinori Chiba.[1]
- Asistente de dirección: Kato Fumiaki.
- Segundo asistente de dirección: Yutaka Ogi y Eiko Kataoka
- Making of video dirigido por: Naoto Yamakawa.
- Cooperación de producción: M.M.I.
- Cooperación especial: Departamento editorial de la revista Shūkan Young Magazine de Kodansha.
- Producción: Kazuhiko Abiru.
- Dirección de producción: Hiroto Kimura.
- Cooperación de producción: Akio Nanjo y Wataru Tanaka.
- Planificación y producción: Yūji Ishida.
- Productores musicales: Kazuhiro Nagaoka y Masatoshi Murata.
- Diseñador de producción (arte): Tatsuo Ozeki.
- Sonido: Yoshiya Obara.
- Temas musicales:
  - Canción: "45℃" interpretada por Momoe Shimano (嶋野 百恵?) (Letra: Momoe Shimano. Música: Maestro T) [6]
  - Canción: "Hikari" (ヒカリ?) (Letra de Momoe Shimano. Música de K.Muto)

## Episodios
| Capítulo | Título del episodio    | Duración |
| -------- | ---------------------- | -------- |
| 1        | Spain Zaka Gekitô Hen  | 66 min.  |
| 2        | Kôen-dôri Gyakushu Hen | 75 min.  |
| 3        | Shibuya Kessen Hen     | 72 min.  |

## Lanzamiento
Man, a Natural Girl (Tennen shōjo Man) se emitió por primera vez en Japón el 23 de febrero de 1999 por WOWOW. Tuvo tres episodios de 80 minutos aproximadamente cada uno. La versión lanzada en vídeo es una versión editada de una forma diferente a la que se emitió por televisión.La serie fue lanzada en VHS y DVD por Pony Canyon en Japón. Las ediciones fueron acompañadas de algunos extras como: anuncios de televisión, reportaje sobre cómo se hizo (Making of), videoclip promocional de la canción 45℃ y archivos de datos de 18 idols, entre otros. 

## Recepción
En una reseña de school girl milky crisis, Jonathan Clements comentó: «Aunque Tennen Shojo Mann no se toma en serio a sí mismo, Es un testimonio de la habilidad de Miike, porque no se hace completamente insoportable, ya que bajo su firme guía, la película evita los trucos de cámara baratos, los zooms innecesarios y el fan service abierto que uno podría esperar de un director menor».
En una reseña de Asian Movie Pulse, Marina D. Richter, escribió: «Obviamente filmada con un presupuesto reducido y Aunque la cinematografía estuvo a cargo de nada menos que tres directores de fotografía,“Tennen Shojo Man” no tiene nada de memorable. Es uno de los trabajos de dirección más débiles de Takashi Miike y está dirigido únicamente a los fans de Tetsuya Koshiba».

## Manga
La película está basada en un manga, con el mismo nombre, creado por Tetsuya Koshiba y serializado en Shūkan Young Magazine por Kōdansha. También fue publicado en un total de 20 volúmenes, lanzados desde el 6 de diciembre de 1993 hasta el 4 de septiembre de 1998.